# نوح دیلیبرتو
نوح دیلیبرتو (انگلیسی: Noah Diliberto؛ زادهٔ ۸ سپتامبر ۲۰۰۱) بازیکن فوتبال اهل فرانسه است.
از باشگاه‌هایی که در آن بازی کرده‌است می‌توان به باشگاه فوتبال والنسین اشاره کرد.